# Station Kutno
Station Kutno is een spoorwegstation in de Poolse plaats Kutno.
Het station Kutno is geopend op 1 december 1862, toen ook het traject Lowicz - Kutno als eerste gedeelte van de lijn Warschau-Bromberg geopend werd.    

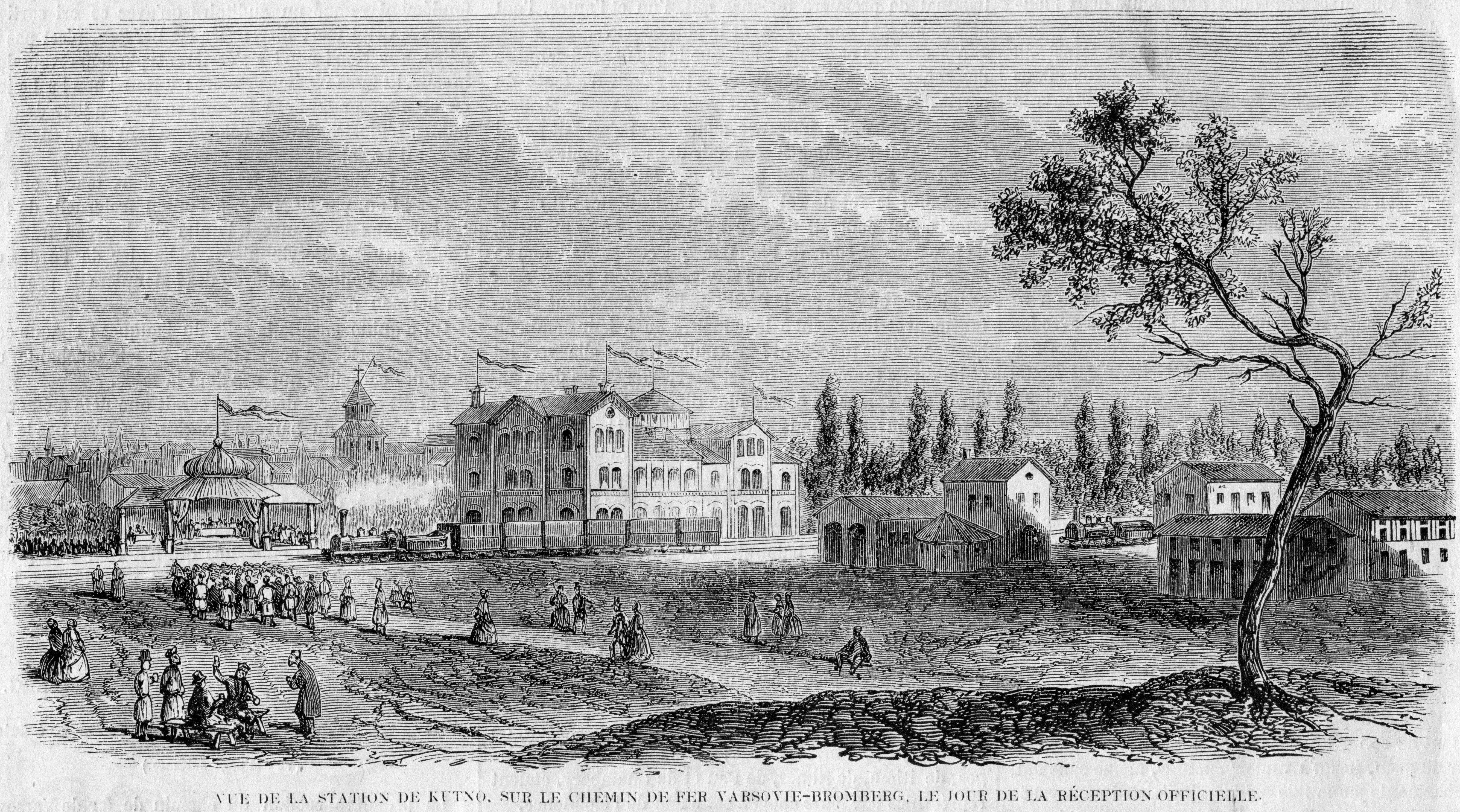
Opening van station Kutno, dec 1861, gravure L'Illustration januari 1862

0: Łódź Widzew ·
3: Łódź Stoki ·
4: Łódź Uniwersytet ·
6: Łódź Marysin ·
7: Łódź Radogoszcz ·
9: Łódź Arturówek ·
14: Zgierz ·
16: Zgierz Jaracza ·
18: Zgierz Północ ·
21: Zgierz Kontrewers ·
25: Grotniki ·
31: Chociszew ·
34: Ozorków Nowe Miasto ·
36: Ozorków ·
42: Sierpów ·
46: Łęczyca ·
54: Gawrony ·
60: Witonia ·
71: Kutno
Lijn 33 Kutno – Brodnica: 

0: Kutno ·
3: Azory ·
6: Florek ·
9: Raciborów Kutnowski ·
14: Strzelce Kujawskie ·
21: Sierakówek ·
28: Gostynin ·
34: Rogożew ·
39: Łąck ·
45: Płock Radziwie ·
52: Płock ·
58: Płock Trzepowo ·
65: Proboszczewice Płockie ·
73: Gozdowo ·
79: Susk ·
87: Sierpc ·
99: Szczutowo ·
109: Puszcza Rządowa ·
117: Rypin ·
129: Kretki ·
142: Brodnica

Lijn 56 Płock Radziwie – Płock Radziwie Port: 

0: Płock Radziwie ·
2: Płock Radziwie Port